# Jericho-Trompete

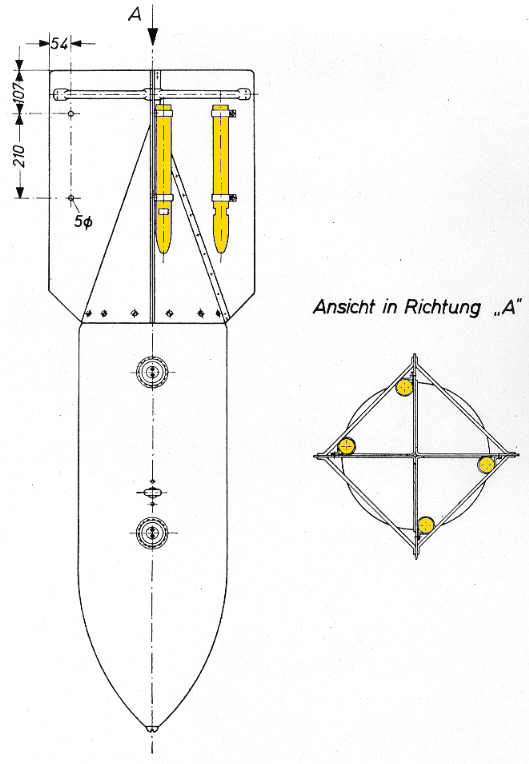
SC 250 mit Jericho-Geräten (gelb) an Leitflossen

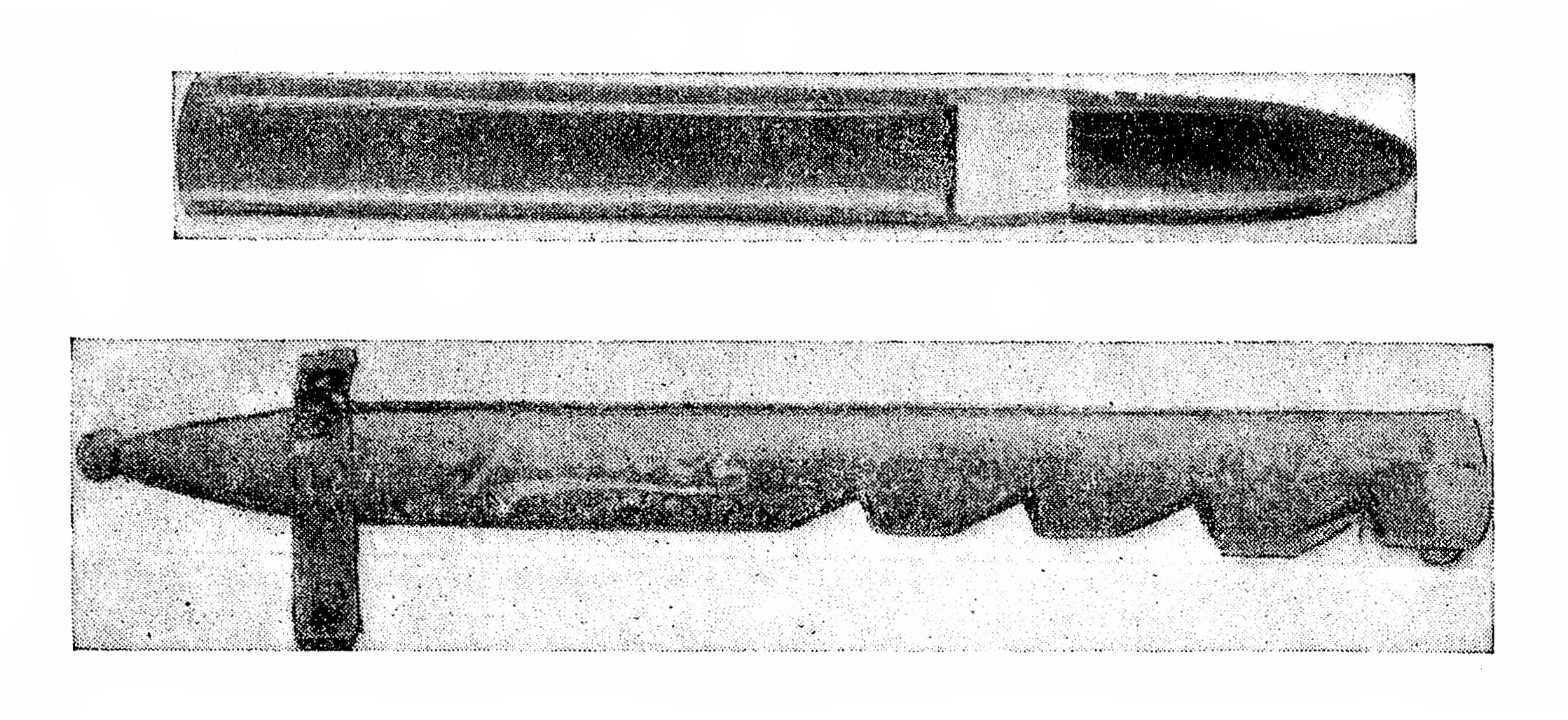
Zwei Varianten:
aus Presspappe (oben)
alte Bajonettscheide (unten)

Als Jericho-Trompete bzw. Jericho-Gerät werden Pfeifen bezeichnet, die im Zweiten Weltkrieg an deutschen Fliegerbomben, meistens der SC 250, befestigt wurden.
Gewöhnlich war das Jericho-Gerät eine aus Presspappe gefertigte Röhre, ähnlich einer kurzen Orgelpfeife. Ein zweiter Typ bestand aus einer umfunktionierten Bajonettscheide. Beide Varianten waren etwa 35 cm lang. Vier solcher Pfeifen wurden an den Leitwerksflossen befestigt. Damit beim Einlegen der Bomben in den Transportkasten diese Geräte nicht beschädigt wurden, waren je zwei Jericho-Geräte an zwei sich gegenüberliegenden Leitwerksflossen angebracht. Die Anbringung erfolgte durch je zwei Halteringe, die mit der Leitwerkfläche vernietet waren.
Die Bezeichnung leitet sich von dem in der Bibel erwähnten Fall Jerichos ab, bei dem der Klang von „Trompeten“ oder „Posaunen“ (hebräisch qeren hayovel, „Widderhorn“, gemeint Schofar) die Stadtmauern zum Einsturz gebracht haben soll (Jos 6,5 ).
Nach dem Abwurf erzeugten die Jericho-Geräte einen lauten Pfeifton. Sie dienten zur Einschüchterung des Gegners und waren so Teil der psychologischen Kriegsführung. Der charakteristische Pfeifton wird in vielen Filmen genutzt, wenn Abwurf von Bomben dargestellt wird, auch wenn die meisten Bomben diese Pfeifgeräusche in der Realität gar nicht machen.
Im Verlauf des Krieges ersetzen oftmals die Jericho-Geräte an den abgeworfenen Bomben die fest montierten Lärmgeräte bzw. Sirenen an dem Sturzkampfbomber Ju 87. Auch die Lärmgeräte der Ju 87 hatten den Zweck, den Gegner durch Einschüchterung zu demoralisieren.

## Abgrenzung zu Sturzkampfbomber-Sirenen
Da sowohl die Lärmgeräte als auch die Jericho-Geräte von der Ju 87 mit dem gleichen Zweck verwendet wurden, geriet die Begrifflichkeit bald durcheinander. Dieses lässt sich schon in den 1950ern feststellen.
Laut Fachautoren wie Roman Töppel, Wolfgang Fleischer oder Herbert Ringlstetter ist die Bezeichnung „Jericho-Trompeten“ für die Sirenen jedoch ursprünglich nicht korrekt; diese wurden als „Lärmgeräte“ bzw. „Sirenen“ bezeichnet.